# Bob ai Giochi olimpici giovanili
La disciplina del bob è presente nel programma dei Giochi olimpici giovanili invernali sin dalla prima edizione del 2012, disputata a Innsbruck in Austria, dove furono assegnate le medaglie nel bob a due femminile e in quello maschile.
A partire dalla seconda edizione, svoltasi nel 2016 a Lillehammer, la disciplina a due venne sostituita dal monobob, specialità monoposto dove un unico/a atleta spinge la slitta, la guida e provvede ad azionare il freno a fine gara.

## Medaglie assegnate
| Eventi              | 12 | 16 | 20 | 24 |
| ------------------- | -- | -- | -- | -- |
| Bob a due femminile | •  |    |    |    |
| Bob a due maschile  | •  |    |    |    |
| Monobob femminile   |    | •  | •  | •  |
| Monobob maschile    |    | •  | •  | •  |

## Medagliere
Aggiornato a Gangwon 2024
| Pos    | Nazione       | Oro | Argento | Bronzo | Totale |
| ------ | ------------- | --- | ------- | ------ | ------ |
| 1      | Germania      | 3   | 0       | 1      | 4      |
| 2      | Romania       | 2   | 0       | 1      | 3      |
| 3      | Paesi Bassi   | 1   | 0       | 1      | 2      |
| 4      | Corea del Sud | 1   | 0       | 0      | 1      |
| 4      | Danimarca     | 1   | 0       | 0      | 1      |
| 4      | Italia        | 1   | 0       | 0      | 1      |
| 7      | Austria       | 0   | 2       | 0      | 2      |
| 8      | Gran Bretagna | 0   | 1       | 1      | 2      |
| 9      | Russia        | 0   | 1       | 0      | 1      |
| 9      | Slovacchia    | 0   | 1       | 0      | 1      |
| 9      | Thailandia    | 0   | 1       | 0      | 1      |
| 9      | Tunisia       | 0   | 1       | 0      | 1      |
| 13     | Cina          | 0   | 0       | 1      | 1      |
| 13     | Liechtenstein | 0   | 0       | 1      | 1      |
| 13     | Monaco        | 0   | 0       | 1      | 1      |
| 13     | Norvegia      | 0   | 0       | 1      | 1      |
| Totale | Totale        | 9   | 7       | 8      | 24     |